# Генератор змінного струму

Однофазний генератор змінного струму: Inductor — ротор, Inducido — статор (ісп.)

Генератор змінного струму — система з нерухомого статора (складається зі станини, сталевого осердя та обвитки) і ротора (електромагніт із сталевим осердям), який обертається по центру статора.

## Загальний опис
Генератор змінного струму, є електричним генератором, який перетворює механічну енергію (вітру, пари під тиском, рухомої води, двигуна внутрішнього згоряння, електродвигуна, сили людини) на електричну, у вигляді змінного струму.

Трифазний синхронний генератор (з'єднання обмоток — «зіркою»)

Крізь два контактних кільця, до яких притиснуто ковзні контакти-щітки, проводиться електричний струм. Електромагніт створює магнітне поле яке обертається з кутовою швидкістю обертання ротора, та збуджує в обвитці статора, електрорушійну силу (ЕРС).
Щоби ротор обертався і створював магнітне поле, котре викликає у статорі ЕРС індукції, йому треба надавати енергію. В електростанціях, ротор може обертатися за допомогою: стисненої пари (ТЕС та АЕС), рухомої води (ГЕС, Припливні електростанції) чи сили вітру (Вітрові електростанції).
Генератори на електростанціях, що обертаються паровими турбінами, називаються турбогенераторами, керовані гідротурбінами — гідрогенераторами а приведені вітром — вітрогенераторами. Великі трифазні генератори змінного струму частотою 50 або 60 (для США, Канади, Японії та деяких інших країн) Гц, на електростанціях виробляють більшу частину електроенергії у світі, яка розподіляється електричними мережами.
Для живлення бортової мережі на сучасних (станом на початок 2000 років) літальних апаратах, найчастіше використовують генератори змінного струму частотою 400 герц.

## Історія

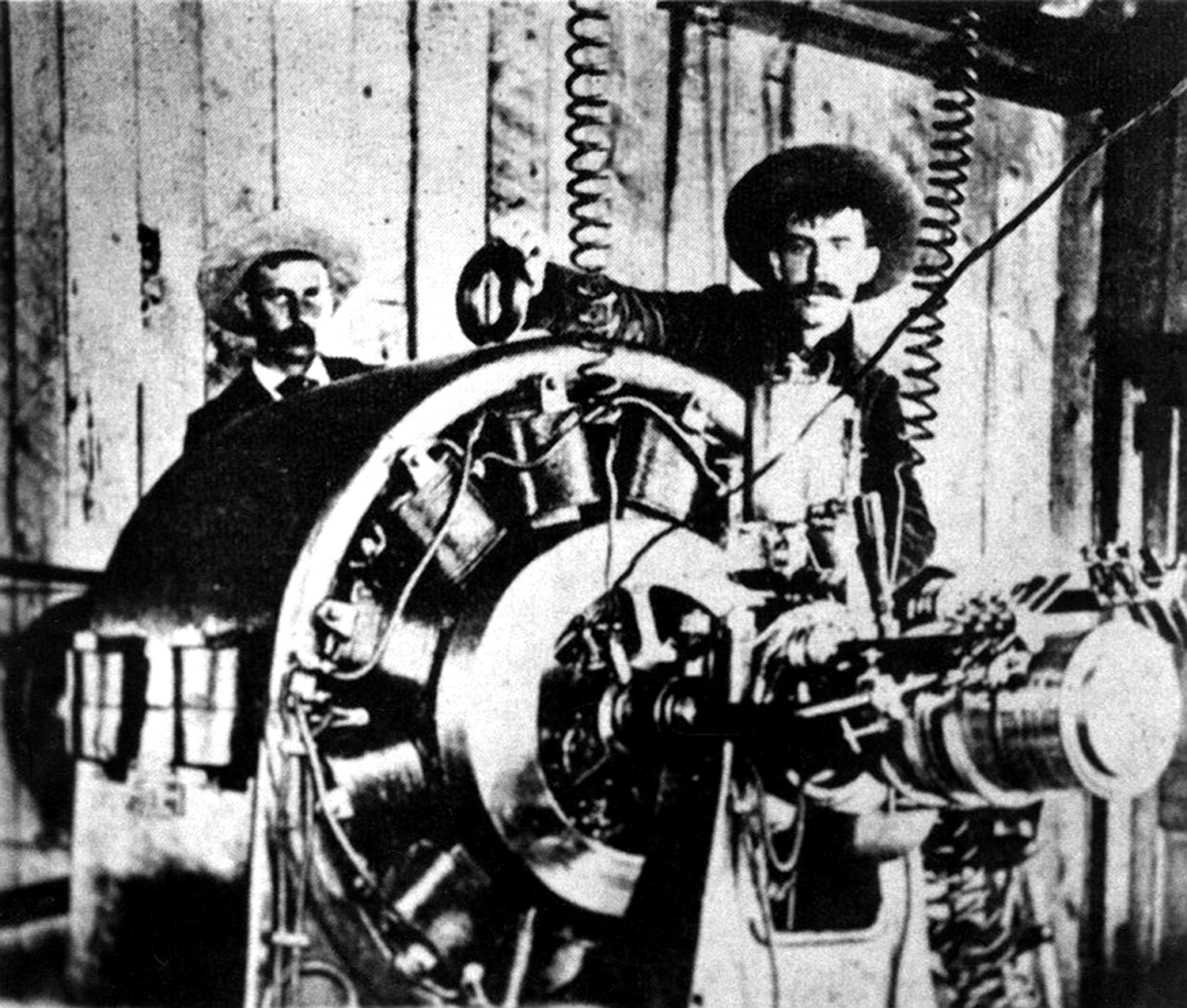
Робітники позують з генератором Westinghouse на Еймському гідро-електроагрегаті, 1891 року. Ця електромашина виробляла 3000 вольт, 133 герца, однофазного змінного струму, а подібна машина у 3 милях, була використана як електродвигун змінного струму.

Генератори змінного струму простої будови, були відомі ще з відкриття електромагнітної індукції у 1830-х роках. Обертові генератори, природно, виробляли змінний струм, але, оскільки від нього на той час, було мало користі, він зазвичай, перетворювався на постійний струм завдяки використанню колектора. Перші машини були розроблені піонерами — винахідниками, такими як Майкл Фарадей та Іполіт Піксі. Фарадей винайшов «обертовий прямокутник», робота якого була гетерополярною — кожен активний провідник проходив послідовно крізь області, де магнітне поле перебувало у протилежних напрямках. Лорд Кельвін і Себастьян Ферранті також, розробили ранні генератори, які виробляли частоти від 100 до 300 Гц.
Наприкінці 1870-х років, з'явилися перші великі електричні системи з центральними станціями генерації, для живлення дугових ламп, які використовували для освітлення цілих вулиць, фабричних дворів або внутрішніх складів. Деякі з них, як-от лампи Яблочкова, введені 1878 року, краще працювали на змінному струмі, тож розвиток цих ранніх систем вироблення (генерації) змінного струму, почав вперше супроводжуватися вживанням слова «генератор».
Подавання напруги потрібного рівня, від генераторних станцій у цих перших системах, залежала від спритності інженера. 1883 року Ganz Works винайшов генератор сталої напруги, який міг би виробляти задану вихідну напругу незалежно від значення дійсного електричного навантаження.
Впровадження трансформаторів у середині 1880-х років, привело до ширшого використання змінного струму та застосування генераторів, потрібних для його виробництва. Після 1891 року, було запроваджено багатофазні генератори для вироблення струмів із декількома різними фазами. Згодом, були розроблені генератори змінного струму для різних частот — від шістнадцяти до ста герц, для використання їх з дуговим освітленням, лампами розжарення й електродвигунами. Особливі радіочастотні генератори, такі як генератор Alexanderson, були розроблені як довгохвильові радіопередавачі під час Першої світової війни і діяли на декількох високошвидкісних радіотелефонних станціях перш ніж їх замінили передавачі з вакуумною трубкою.

## Спосіб дії
У провіднику, котрий рухається відносно магнітного поля, розвивається електрорушійна сила (ЕРС) (Закон Фарадея). Ця ЕРС, змінює полярність у разі руху під протилежними магнітними полюсами (північ — південь). Здебільшого, обертовий магніт, званий ротором,
повертається у межах нерухомого набору провідників (обвиток), намотаних у котушках на сталевому осерді, званому статором. Магнітне поле перетинає провідники та створює індуковану ЕРС (електрорушійну силу), оскільки механічний привод змушує ротор обертатися.
Обертове магнітне поле, виробляє (індукує) змінну напругу в обвитках статора. Оскільки струми у цих обвитках, змінюють напрямок відповідно до положення ротора, генератор називається синхронним.

### Пояснення
Внаслідок обертання петлі провідника (обвитки ротора) в магнітному полі з густиною магнітного потоку {\displaystyle B}, магнітний потік {\displaystyle \phi } крізь цю петлю постійно змінюється. Завдяки цьому, в ньому індукується напруга {\displaystyle U_{\mathrm {ind} }}. Якщо ми опишемо положення петлі кутом {\displaystyle \gamma }, тоді магнітний потік, що проходить крізь неї, дорівнюватиме:
{\displaystyle \phi =B\cdot A\cdot \cos \gamma }

До трифазного генератора, приєднано трифазне навантаження

Якщо петля обертається з кутовою швидкістю ω, тоді
{\displaystyle \gamma =\omega \cdot t}
а індукована напруга
{\displaystyle U_{\mathrm {ind} }=-{\frac {\mathrm {d} \psi }{\mathrm {d} t}}=U_{s}\cdot \sin \omega t}
Напруга, індукована в провіднику обертанням, може бути знята щітками на контактних кільцях. Якщо провідник рухається поперек магнітного поля, то під час проходження ним струму, на нього діє сила Лоренца. Це гальмує рух петлі, отже для переміщення ротора генератора, потрібна механічна робота.

Магнітне поле ротора може бути створено або постійними магнітами або електромагнітним полем котушок. В автомобільних генераторах використовують обвитку ротора, яка дозволяє підтримувати рівень напруги, що виробляється генератором, шляхом зміни струму в обвитці збудження ротора. Машини з постійними магнітами, не мають втрат через струм намагнічування у роторі, але обмежені за розміром, через вартість і вагу матеріалу магніту. Оскільки постійне магнітне поле стале, напруга на виході, змінюється безпосередньо зі швидкістю обертання генератора. Безщіткові генератори змінного струму, зазвичай більші, за ті, які використовують в автомобілях. 

Схема простого генератора з обертовим магнітним осердям (ротором) та нерухомою обмоткою (статором).

Автоматичний пристрій контролю напруги, керує потоком поля для підтримання постійної вихідної напруги. Якщо, через збільшення споживання виробленої електроенергії, вихідна напруга від нерухомих обвиток якоря падає, в обертові котушки магнітного поля, від регулятора напруги (VR), подається більший струм. Це підсилює магнітне поле навколо котушок ротора, що викликає вищу напругу в обвитках якоря. Таким чином, вихідна напруга повертається до початкового значення.
Генератори, які використовують на центральних електростанціях, також керуються польовим струмом (струмом збудження), щоби регулювати реактивну потужність і допомагати врівноважувати енергосистему від наслідків короткочасних збоїв.
Переважно, існує три набори обвиток статора, фізично зрушених так, що обертове магнітне поле, створює трифазний струм, зміщений на одну третину періоду один відносно одного.
Вихідна частота генератора залежить від кількості полюсів та кількості обертів. Швидкість, яка відповідає певній частоті, називається синхронною, для цієї частоти.
Статор збирається з окремих ізольованих один від одного, сталевих листів. На внутрішній поверхні статора є пази, куди вкладаються дроти обвитки статора генератора.
Ротор виготовляється, здебільшого, із суцільної сталі, а полюсні наконечники магнітних полюсів ротора, збираються з листової шихтованої сталі. Під час обертання, між статором і полюсними наконечниками ротора, є найменший зазор, для створення найбільш можливої магнітної індукції. Геометрична форма полюсних наконечників підбирається такою, щоби вироблений генератором струм, був якнайбільше близький до синусоїдального.

## Класифікація
Генератори можуть бути класифіковані за: способом збудження, кількістю фаз, типом обертання, видом охолодження й їх застосуванням.

### За збудженням
Існує два основних способи створення магнітного поля, яке застосовується у генераторах: з використанням постійних магнітів, які створюють власне стале магнітне поле, або за допомогою польових котушок. Генератори, де застосовують постійні магніти, називаються магнето.
В інших генераторах, намотані польові котушки, утворюють електромагніт для створення обертового магнітного поля.

#### Пряме збудження генератором постійного струму

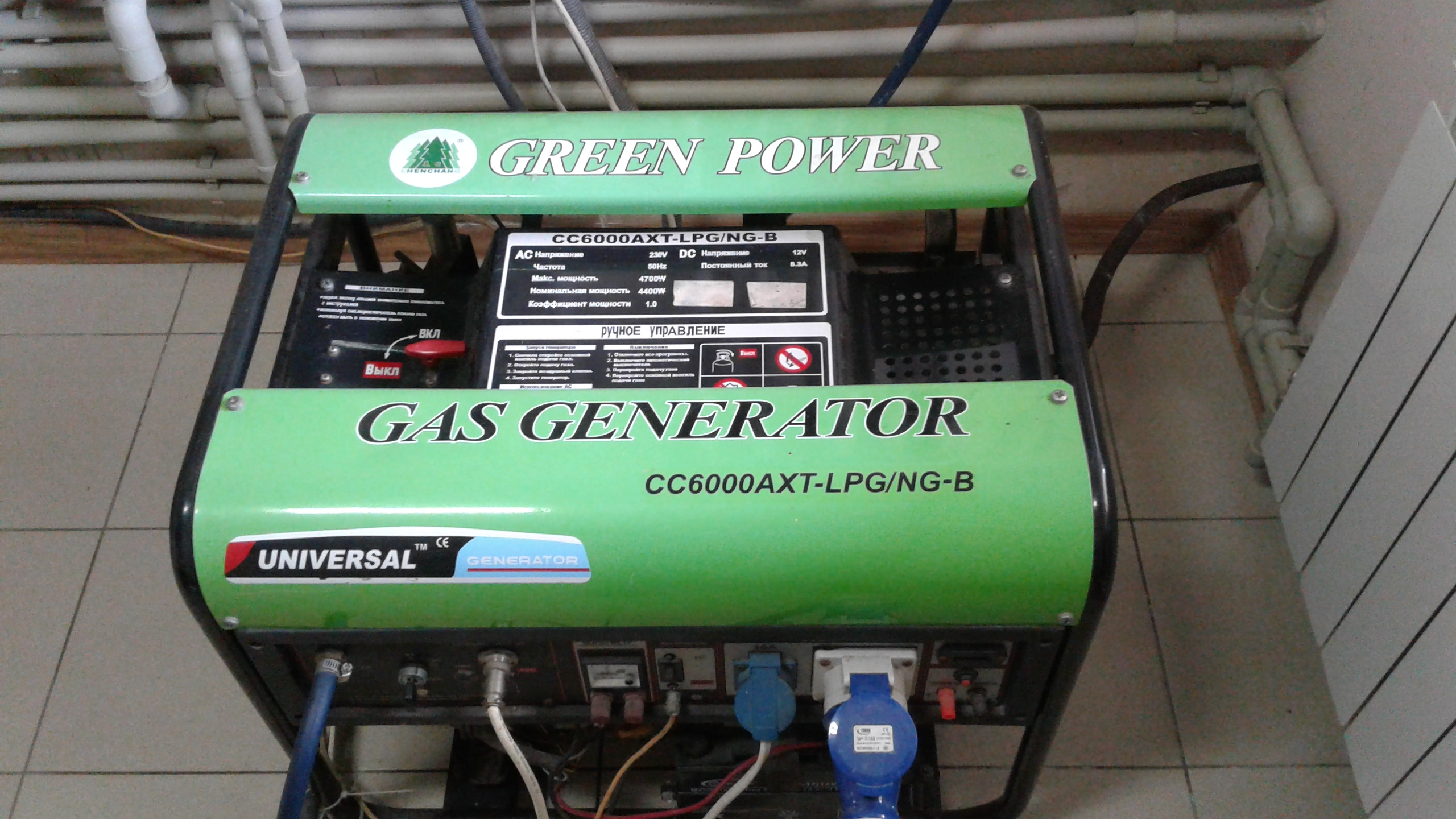
Трифазний генератор з приводом від двигуна внутрішнього згоряння на природному газі з запуском від акумуляторної батареї

Цей спосіб збудження, засновано на застосуванні меншого генератора постійного струму (DC), закріпленого на тому ж валу з основним генератором змінного струму. Генератор постійного струму, створює невелику кількість електрики, достатню для збудження польових котушок приєднаного генератора змінного струму, задля виробництво електроенергії. Одним із представників цієї системи, є вид генератора змінного струму, який використовує постійний струм від електричного акумулятора для початкового збудження під час запуску, після чого генератор переходить на самозбудження (частина виробленої ним напруги випрямляється і подається на обмотку збудження).

#### Трансформація і випрямлення
Цей спосіб засновано на залишковому магнетизмі, збереженому у сталевому осерді, для створення слабкого магнітного поля, що дозволило-б викликати невелику напругу. Цю напругу використовують для збудження котушок магнітного поля, генератора змінного струму, заради вироблення більшої напруги під час його нарощування. Після початкового наростання напруги змінного струму, поле створюється випрямленою напругою від власне, генератора.

#### Безщіткові генератори змінного струму
Безщітковий генератор змінного струму, складається з двох генераторів, побудованих на одному валу. Менші

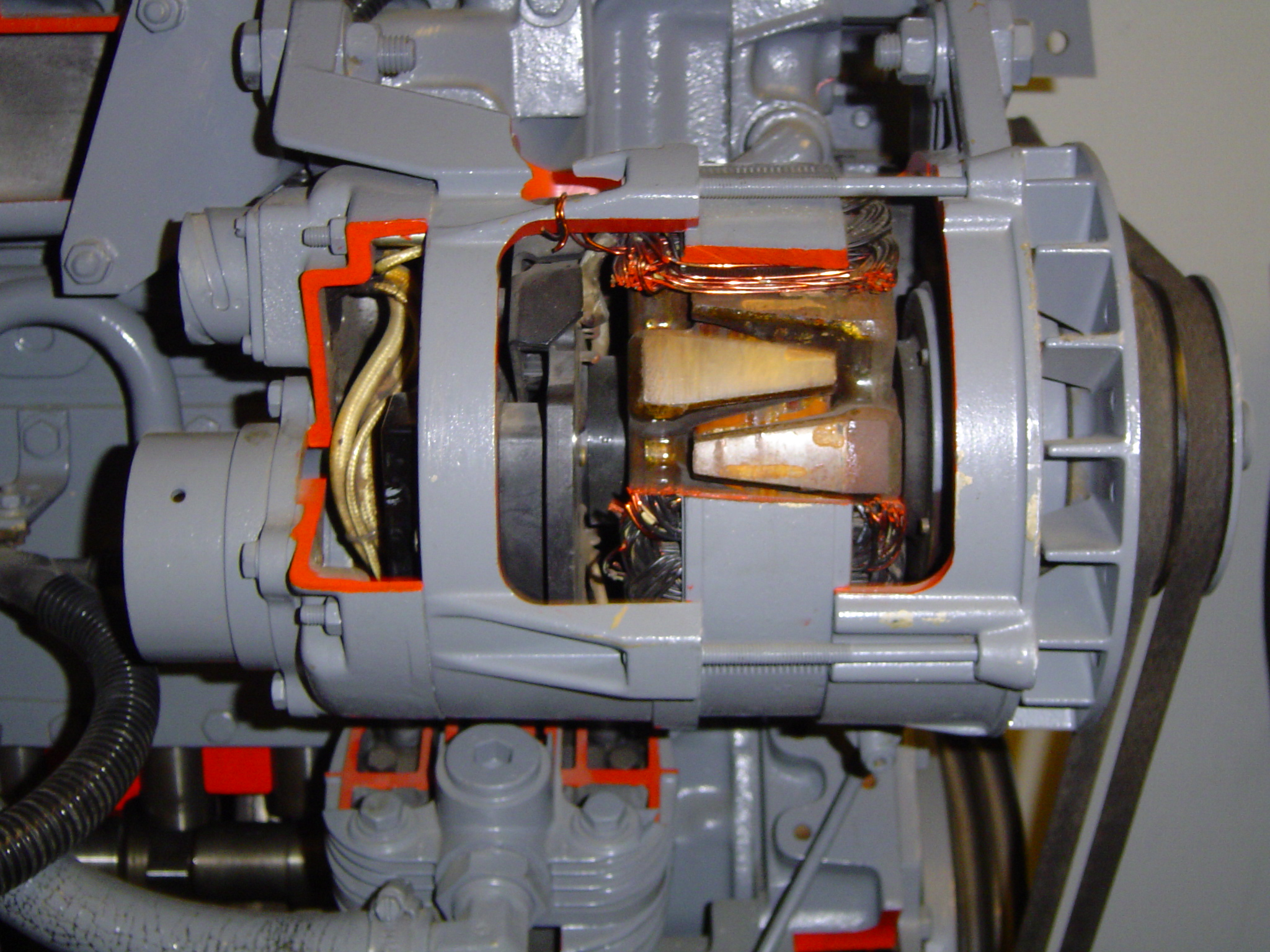
Генератор

безщіткові генератори, можуть виглядати як один пристрій, але у разі великих одиниць, дві частини легко визначаються. Більшим з двох складників, є головний генератор змінного струму, а менший — збудник. Збудник має нерухомі польові котушки й обертовий статор (силові котушки). Головний генератор змінного струму, має протилежну будову з обертовим полем і нерухомим статором. Мостовий випрямляч, званий обертовим випрямним вузлом, встановлено на роторі. Тут не використовують ні щітки, ні кільця ковзання, що зменшує кількість зношуваних частин. Головний генератор має обертове магнітне поле, як зазначено вище, і нерухомий статор (обмотки вироблення електроенергії).
Зміна сили струму крізь котушки збудження, змінює трифазну напругу на виході збудника. Цей струм, випрямляється за допомогою обертового випрямного вузла, встановленого на роторі, а підсумкова постійна напруга, впливає на обертове магнітне поле основного генератора, отже, й на вихідну напругу генератора. Підсумком всього цього є те, що невеликий струм збудника, побічно впливає на вихідну напругу головного генератора.

### За кількістю фаз
Іншим способом класифікації генераторів, є кількість фаз їх вихідної напруги. Вихід може бути однофазним або багатофазним. Найчастіше, зустрічаються трифазні генератори, але багатофазні генератори можуть бути: двофазними, шестифазними і більше.

### Види охолодження
Більшість генераторів змінного струму, примусово охолоджуються навколишнім повітрям крізь кожух, приєднаним вентилятором на тому ж валу, котрий приводить у дію генератор. У таких транспортних засобах, як міжміські автобуси, велике навантаження на електричну систему, може потребувати більшої генераторної установки з мастильним охолодженням. У морських застосуваннях, крім того, використовують водяне охолодження. Дорогі автомобілі, також можуть мати охолоджувальні водою генератори для забезпечення високих вимог до електричної системи; додаткова вартість придбання та обслуговування, не є продажним зобов'язанням у цьому розділі ринку.

## Окремі застосування

### Генератори дизельних електровозів
У більш пізніх дизельних електровозах, первинний дизельний двигун, приводить генератор змінного струму, який забезпечує електроенергією тягові двигуни (змінного або постійного струму).
Тяговий генератор, зазвичай має вбудовані кремнієві діодні випрямлячі для живлення тягових двигунів з постійною напругою до 1200 вольт (пряме використання постійного струму), або загальної шини інвертора (тяга змінного струму, коли постійний струм, спочатку перетворюється, до трифазного змінного).
Перші дизельні електровози і багато з тих, які все ще знаходяться в роботі, використовують генератори постійного струму, оскільки кремнієвою силовою електронікою, легше керувати швидкістю тягових двигунів постійного струму (для керування швидкістю обертання двигуна змінного струму, треба використовувати перетворювачі частоти — інвертори). У більшості з них, було два генератори: один — задля вироблення струму збудження для більшого, основного (силового) генератора.

### Морські генератори
Морські генератори, які використовують на яхтах, подібні до автомобільних генераторів з відповідним пристосуванням до солоної води. Морські генератори повинні бути вибухозахищеними, щоби іскріння щіткових контактів, не запалило вибухонебезпечні газові суміші у приміщенні машинного відділення. Вони можуть бути 12 або 24 — вольтовими, залежно від типу встановленої системи на яхті. В одиничних колах генератора, потужність може бути розподілено між стартовою батареєю двигуна, та бортовою батареєю (або батареями) з використанням розрядного діода (ізолятор батареї) або реле, чутливого до напруги.
Великі морські судна можуть мати в складі суднової електростанції щонайменше два генератора змінного струму для живлення споживачів. Напруга генераторів 380В/50Гц або 440В/60Гц. На сучасних суднах з електрорухом генератори змінного струму можуть використовувати для живлення головних електродвигунів судна (використовують для обертання гвинтів). При цьому для зменшення струму, а, значить, і габаритів електрообладнання використовують збільшену напругу — 6 кВ при 50Гц і 6,6 кВ при 60Гц.